# Rail Interface System

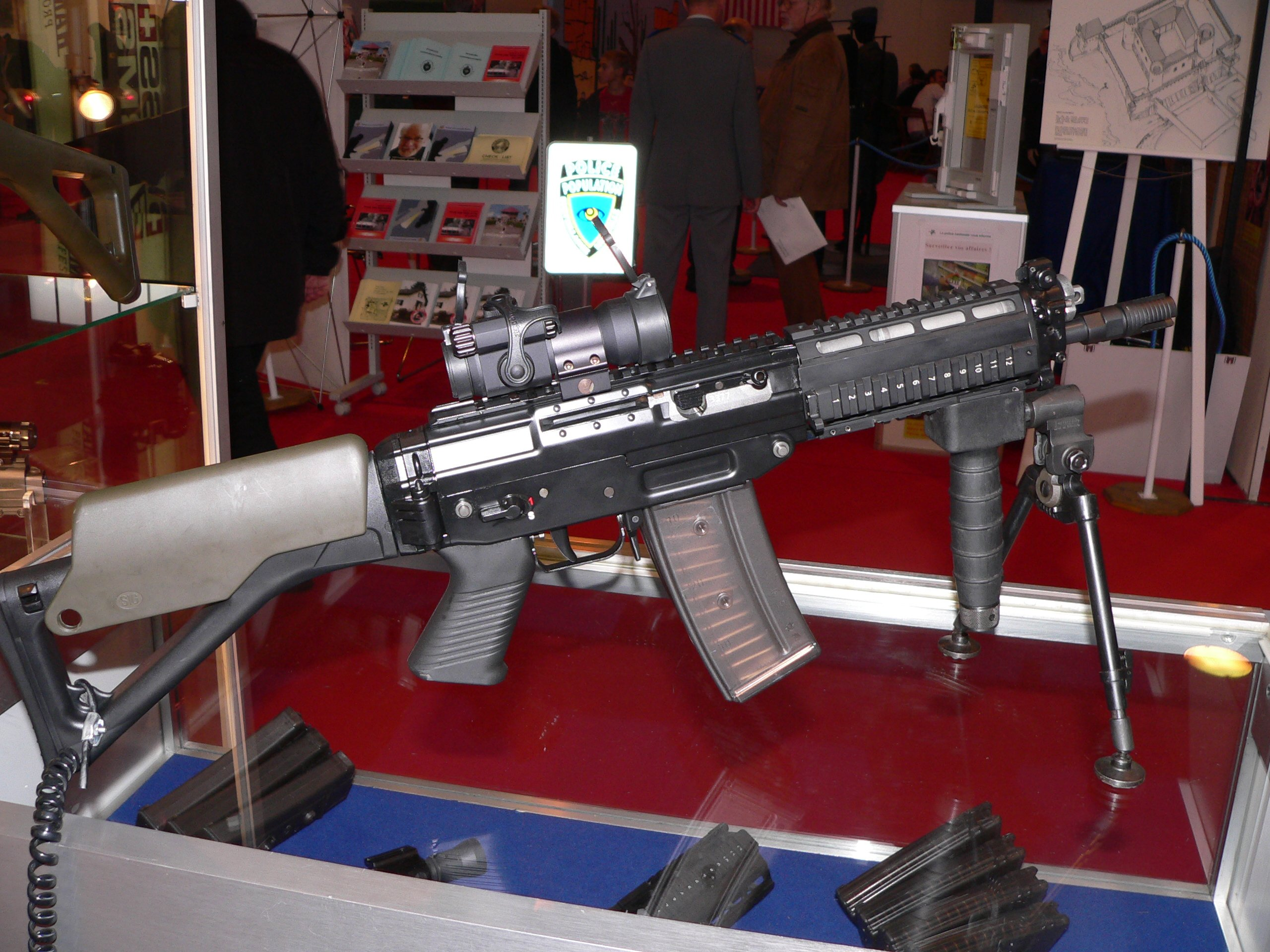
Un SIG-552 con RIS, su cui è montata un'impugnatura anteriore ed un mirino red dot

Il RIS (Rail Interface System, talvolta anche Rail Integration System) è un sistema, creato dalla Knight's Manufacturing Company, per il montaggio su armi da fuoco, comprendente quattro slitte MIL-STD 1913 (chiamate anche Picatinny rail, cioè slitta Picatinny, o STANAG 2324 rail).

## Storia
In origine venne ideato per la carabina M4 nell'ambito del progetto MWS (Modular Weapon System), assieme al RAS (Rail Adapter System).

## Funzioni
Esso ha lo scopo di permettere l'installazione pratica di accessori su un fucile d'assalto, quali:
- Lanciagranate
- Torce tattiche
- Accessori di mira
- Impugnature

## Struttura
Il RIS è costituito da:
- una porzione superiore che comprende tre slitte di tipo Picatinny disposte lungo gli assi superiore, destro e sinistro;
- una porzione inferiore, sempre di tipo Picatinny, per la chiusura attorno alla canna.

Tale disposizione permette di disporre gli accessori secondo le proprie esigenze, su ogni tipo di arma compatibile.